# Фернандес, Доминик
Доминик Фернандес (фр. Dominique Fernandez; род. 25 августа 1929, Нёйи-сюр-Сен, Франция) — французский писатель, профессор.
Член Французской академии (2007, 25 кресло).
Лауреат премии Медичи (1974), затем член жюри этой премии. Лауреат Гонкуровской премии (1982). Офицер ордена Почётного легиона (2013).
Сын дипломата и писателя Рамона Фернандеса, мексиканца по происхождению, с 1919 года — гражданина Франции, в годы Второй мировой войны коллаборациониста (он фигурирует среди героев романа Маргерит Дюрас Любовник), его дед также был дипломатом.
С 1957 года преподаватель Французского института в Неаполе.
С 1961 года был женат на писательнице  Диане де Маржери, они развелись в 1971 году, двое детей: сын Рамон и дочь Летиция. Впоследствии — открытый гей, долгие годы его постоянным спутником был фотограф сицилийского происхождения Ферранте Ферранти, снимками которого иллюстрированы издания путевых записок Фернандеса.
Неоднократно бывал в России, автор книг о Сергее Эйзенштейне (1975, переведена на русский в 1996 году), Льве Толстом (2010) и Пьере Паоло Пазолини (Глагол, 2002) .